# ماهیچه همسترینگ
ماهیچه‌های همسترینگ (به انگلیسی: Hamstring muscles) شامل سه ماهیچه در ناحیهٔ پشت استخوان ران هستند. زردپی‌های این ماهیچه‌ها از زیر لگن به استخوان‌های ساق پا (درشت‌نی بیشتر نازک‌نی یا هر دو استخوان) اتصال دارند. عمل اصلی این گروه از ماهیچه‌ها، خم کردن (فلکسیون) زانو است. کشیدگی همسترینگ همانند کشیدگی ماهیچه چهارسر رانی، باعث اختلال در عملکرد مفصل زانو می‌گردد که میزان آن به شدت آسیب بستگی دارد. این ماهیچه‌ها، از طریق عصب سیاتیک عصب‌دهی می‌شوند.

## ماهیچه‌های همسترینگ
سه ماهیچه‌ای که در پشت ران، عضلات همسترینگ را به وجود می‌آورند عبارتنداز:
- ماهیچه نیم‌وتری[۱]
- ماهیچه نیم‌غشایی[۲]
- ماهیچه دوسر رانی[۳]

| ماهیچه               | نام انگلیسی                 | خاستگاه                      | پیوندگاه                                                      | عصب                    |
| نیم‌وتری              | Semitendinosus              | تکمه نشیمنگاهی               | سطح داخلی درشت‌نی                                              | بخش درشت‌نئی عصب سیاتیک |
| نیم‌غشایی             | Semimembranosus             | تکمه نشیمنگاهی               | لقمه درشت‌نئی درونی                                            | بخش درشت‌نئی عصب سیاتیک |
| دوسر رانی - سر دراز  | Biceps femoris - long head  | تکمه نشیمنگاهی               | lateral side of the نازک‌نی                                    | بخش درشت‌نئی عصب سیاتیک |
| دوسر رانی - سر کوتاه | Biceps femoris - short head | linea aspera and استخوان ران | lateral side of the نازک‌نی (common tendon with the long head) | عصب نازک‌نی مشترک       |

انتهای ماهیچه‌های نیم غشایی و نیم وتری به درشت نی و انتهای ماهیچه دوسر رانی به هر دو استخوان ساق اتصال دارد. ماهیچه‌های همسترینگ علاوه بر خم کردن زانو که عمل اصلی آن‌ها است، در چرخش زانو نیز دخالت دارند و کوتاهی همسترینگ باعث پرانتزی شدن زانو میگردد. ماهیچه دوسر رانی در چرخش خارجی و دو ماهیچه دیگر (نیم وتری و نیم غشایی) در چرخش داخلی زانو نقش دارند.
عمل دیگر این ماهیچه‌ها صاف کردن(اکستانسیون) مفصل ران است چون سه ماهیچه‌ی همسترینگ دو مفصلی هستند (به جزء سر کوتاه دوسر رانی) به زیر لگن متصل هستند و در چرخش خلفی لگن و اصلاح ساختار پوسچر کمر و بدن موثر هستند.

## سُرِین
عضلات ناحیه گلوتئال (ماهیچه سرین) :این عضلات دو دسته‌اند: طبقه سطحی و طبقه عمقی. این ماهیچه‌ها از نوع مخطط بوده و نقش مهمی در دویدن، ایستادن و راه رفتن ایفا می‌کنند.